# Pallavolo Sirio Perugia
Pallavolo Sirio Perugia var en volleybollklubb från Perugia, Italien. Laget grundades 1970 och spelade länge i de regionala ligorna. Inför säsongen 1986-1987 inleddes en satsning stöd av sponsorer vilket gjorde att laget kvalificerade sig för serie A2, de nästa högsta serien. Efter två säsonger i serie A2 kvalificerade sig laget för spel i serie A1, den högsta serien. Laget har till att börja med svårt att etablera sig i serien, och spelade 1994-1995 åter i serie A2. De tog sig dock upp igen direkt. De nådde därefter större framgångar, även internationellt. 
Klubben blev italienska mästare tre gånger (2002-03, 2004-05 och 2006-07) och vann italienska cupen fem gånger. På ett internationellt plan vann de  CEV Champions League två gånger (2005-06 och 2007-08) och CEV Cup en gång (1999-2000) och CEV Challenge Cup två gånger (2004-05 och 2006-07). Efter några år av bristande framgångar lades klubben ned 2011.